# Paris-Tours de 2019
A 113.ª edição da clássica ciclista Paris-Tours foi uma carreira na França que se celebrou a 13 de outubro de 2019 sobre um percurso de 217 quilómetros com início na cidade de Chartres e final na cidade de Tours.
A carreira fez parte do UCI Europe Tour de 2019, dentro da categoria 1.hc, e foi vencida pelo belga Jelle Wallays da Lotto Soudal. O neerlandês Niki Terpstra da Total Direct Énergie e o também belga Oliver Naesen da AG2R La Mondiale finalizaram em segunda e terceira posição respectivamente.

## Equipas participantes
Tomaram parte na carreira 23 equipas: 7 de categoria UCI World Team, 14 de categoria Profissional Continental e 2 de categoria Continental, formando assim um pelotão de 156 ciclistas dos que acabaram 64. As equipas participantes foram:
| Equipes WorldTeam (7)- Team Sunweb - AG2R La Mondiale - Groupama-FDJ - Lotto Soudal - Dimension Data - UAE Team Emirates - Katusha-Alpecin Equipes profissionais Continentais (14)- Total Direct Énergie - Cofidis, Solutions Crédits - Vital Concept-B&B Hotels - Arkéa-Samsic - Wanty-Groupe Gobert - Israel Cycling Academy - Wallonie Bruxelles - Delko-Marseille Provence - Riwal Readynez - Roompot-Charles - Rally UHC Cycling - Gazprom-RusVelo - Euskadi Basque Country-Murias - Sport Vlaanderen-Baloise Equipes Continentais (2)- Saint Michel-Auber 93 - Natura4Ever-Roubaix Lille Métropole |
| |

## Classificação final
- A classificação finalizou da seguinte forma:[3]

| \| Classificação geral \| Classificação geral \| Classificação geral \| Classificação geral \| Classificação geral \| \| Ciclista \| Ciclista \| Equipe \| Tempo \| \| \| ------------------- \| ------------------- \| ------------------------ \| ------------------- \| ------------------- \| \| 1. \| Jelle Wallays \| Lotto-Soudal \| 5h34m49s \| \| \| 2. \| Niki Terpstra \| Total Direct Énergie \| + 29s \| \| \| 3. \| Oliver Naesen \| AG2R La Mondiale \| + 30s \| \| \| 4. \| Arnaud Démare \| Groupama-FDJ \| + 36s \| \| \| 5. \| Amaury Capiot \| Sport Vlaanderen-Baloise \| + 49s \| \| \| 6. \| Aimé De Gendt \| Wanty-Gobert \| + 49s \| \| \| 7. \| Lars Bak \| Dimension Data \| + 51s \| \| \| 8. \| Bert De Backer \| Vital Concept-B&B Hotels \| + 53s \| \| \| 9. \| Kevyn Ista \| Wallonie Bruxelles \| + 53s \| \| \| 10. \| Julien Vermote \| Dimension Data \| + 53s \| \| |                |                          |          |
| |                |                          |          |
| Fonte: ProCyclingStats |                |                          |          |
| Classificação geral |                |                          |          |
| Ciclista | Ciclista       | Equipe                   | Tempo    |
| 1. | Jelle Wallays  | Lotto-Soudal             | 5h34m49s |
| 2. | Niki Terpstra  | Total Direct Énergie     | + 29s    |
| 3. | Oliver Naesen  | AG2R La Mondiale         | + 30s    |
| 4. | Arnaud Démare  | Groupama-FDJ             | + 36s    |
| 5. | Amaury Capiot  | Sport Vlaanderen-Baloise | + 49s    |
| 6. | Aimé De Gendt  | Wanty-Gobert             | + 49s    |
| 7. | Lars Bak       | Dimension Data           | + 51s    |
| 8. | Bert De Backer | Vital Concept-B&B Hotels | + 53s    |
| 9. | Kevyn Ista     | Wallonie Bruxelles       | + 53s    |
| 10. | Julien Vermote | Dimension Data           | + 53s    |

## UCI World Ranking
A Paris-Tours outorgou pontos para o UCI World Ranking para corredores das equipas nas categorias UCI World Team, Profissional Continental e Continental. As seguintes tabelas são o barómetro de pontuação e os 10 corredores que obtiveram mais pontos:
| Posição             | 1.º | 2.º | 3.º | 4.º | 5.º | 6.º | 7.º | 8.º | 9.º | 10.º | 11.º | 12.º | 13.º | 14.º | 15.º | 16.º-30.º | 31.º-40.º |
| Classificação geral | 200 | 150 | 125 | 100 | 85  | 70  | 60  | 50  | 40  | 35   | 30   | 25   | 20   | 15   | 10   | 5         | 3         |

| Classificação |                 |                          |        |
| Posição       | Ciclista        | Equipa                   | Pontos |
| ------------- | --------------- | ------------------------ | ------ |
| 1.º           | Jelle Wallays   | Lotto Soudal             | 200    |
| 2.º           | Niki Terpstra   | Total Direct Énergie     | 150    |
| 3.º           | Oliver Naesen   | AG2R La Mondiale         | 125    |
| 4.º           | Arnaud Démare   | Groupama-FDJ             | 100    |
| 5.º           | Amaury Capiot   | Sport Vlaanderen-Baloise | 85     |
| 6.º           | Aimé De Gendt   | Wanty-Gobert             | 70     |
| 7.º           | Lars Ytting Bak | Dimension Data           | 60     |
| 8.º           | Bert De Backer  | Vital Concept-B&B Hotels | 50     |
| 9.º           | Kevyn Ista      | Wallonie Bruxelles       | 40     |
| 10.º          | Julien Vermote  | Dimension Data           | 35     |